# Vlag van Heist-op-den-Berg
De vlag van de Antwerpse gemeente Heist-op-den-Berg heeft een vrij simpel ontwerp en bestaat uit 3 even grote verticale strepen. De kleuren van de banen zijn gebaseerd op de kleuren van het gemeentewapen.
De vlag werd door de gemeenteraad op 1 juli 1980 officieel vastgesteld. Op 11 december 1980 werd hij door het Bestuur van Vlaanderen bevestigd en uiteindelijk gepubliceerd op 18 februari 1981 in het officiële Belgisch Staatsblad.
Officieel wordt de vlag beschreven als:
Drie even lange banen van blauw, van wit en van groen.

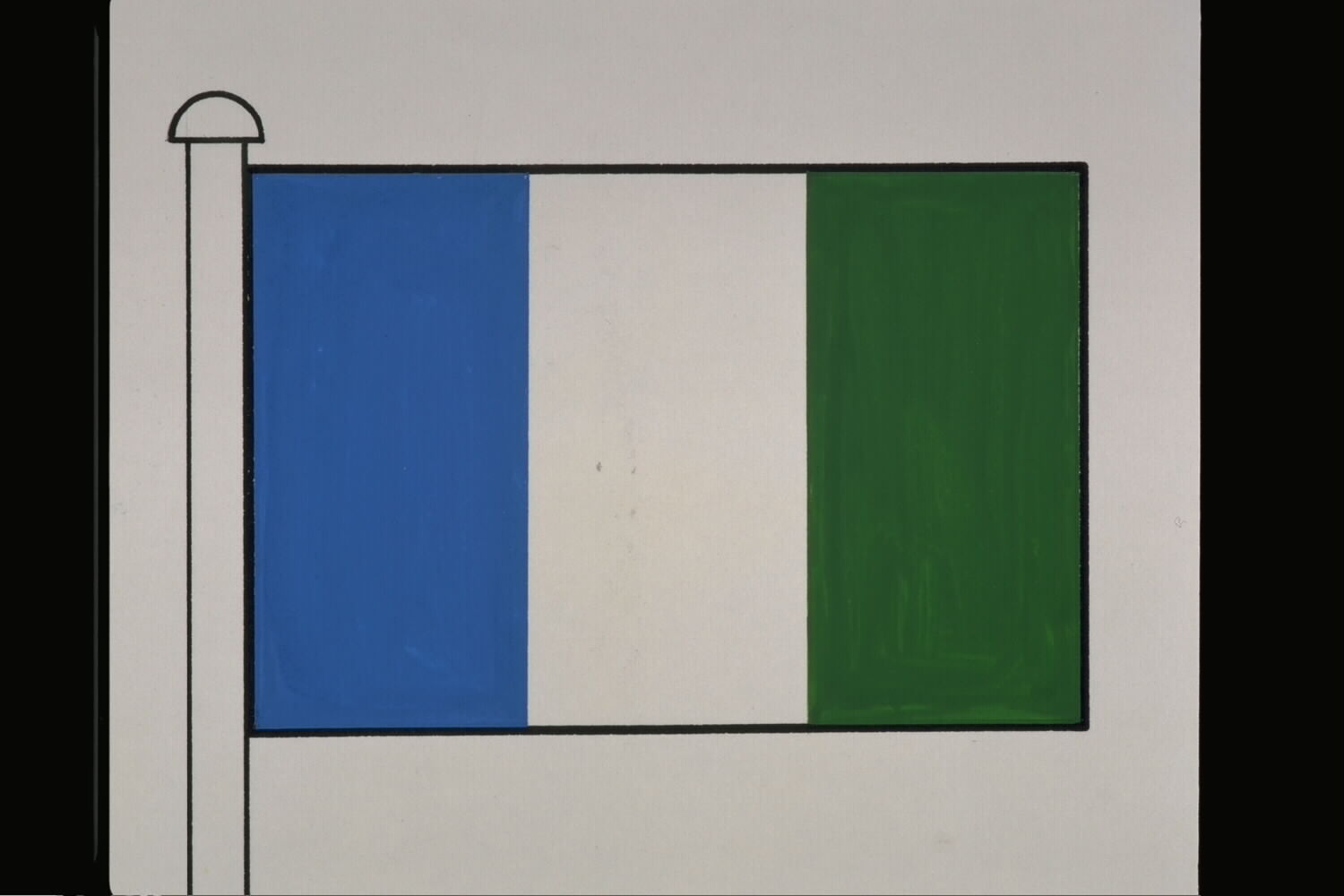
Officiële tekening van de vlag